# 고노우라항

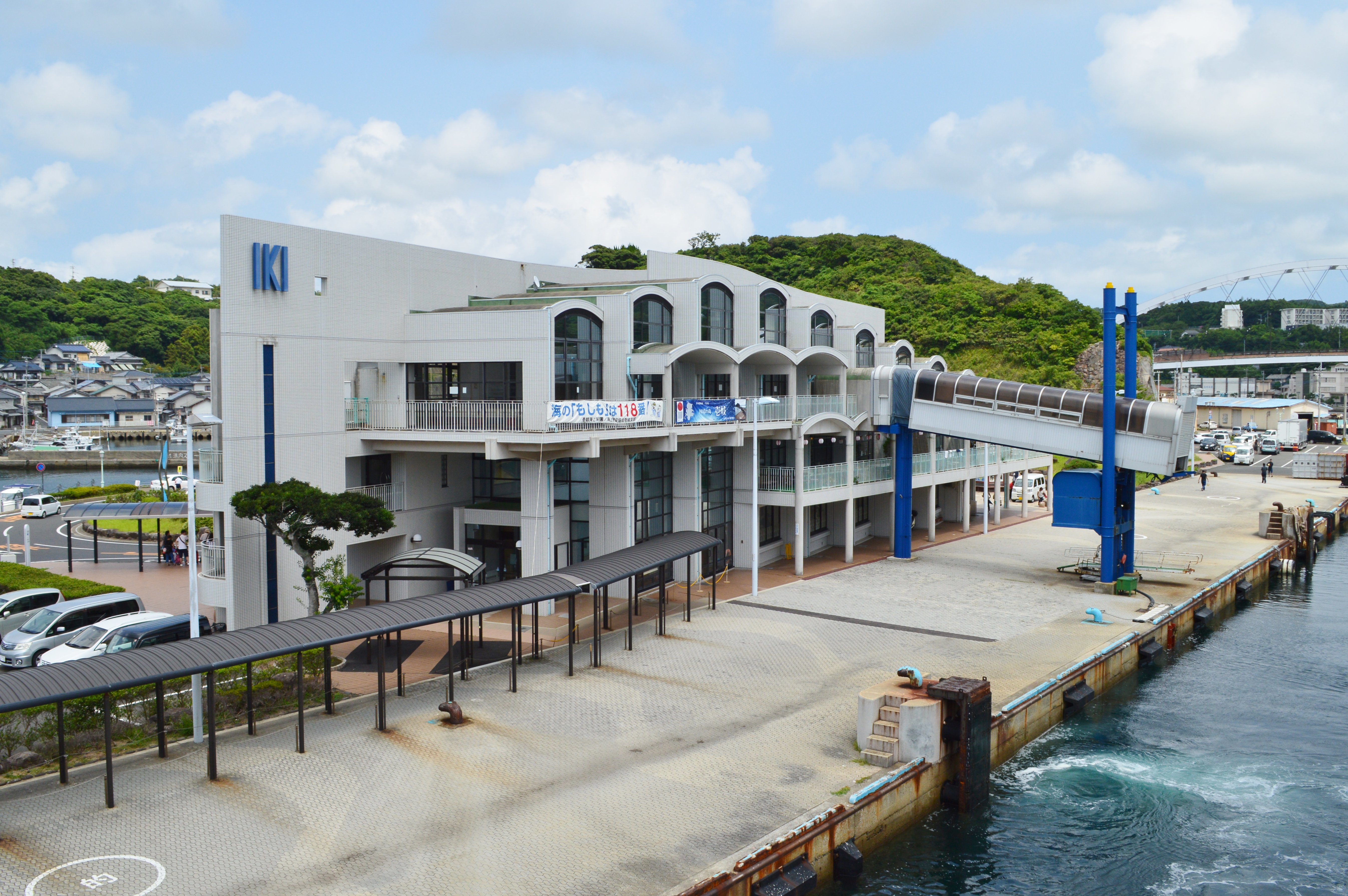
터미널 전경 (바닷가로부터 바라본 상태)

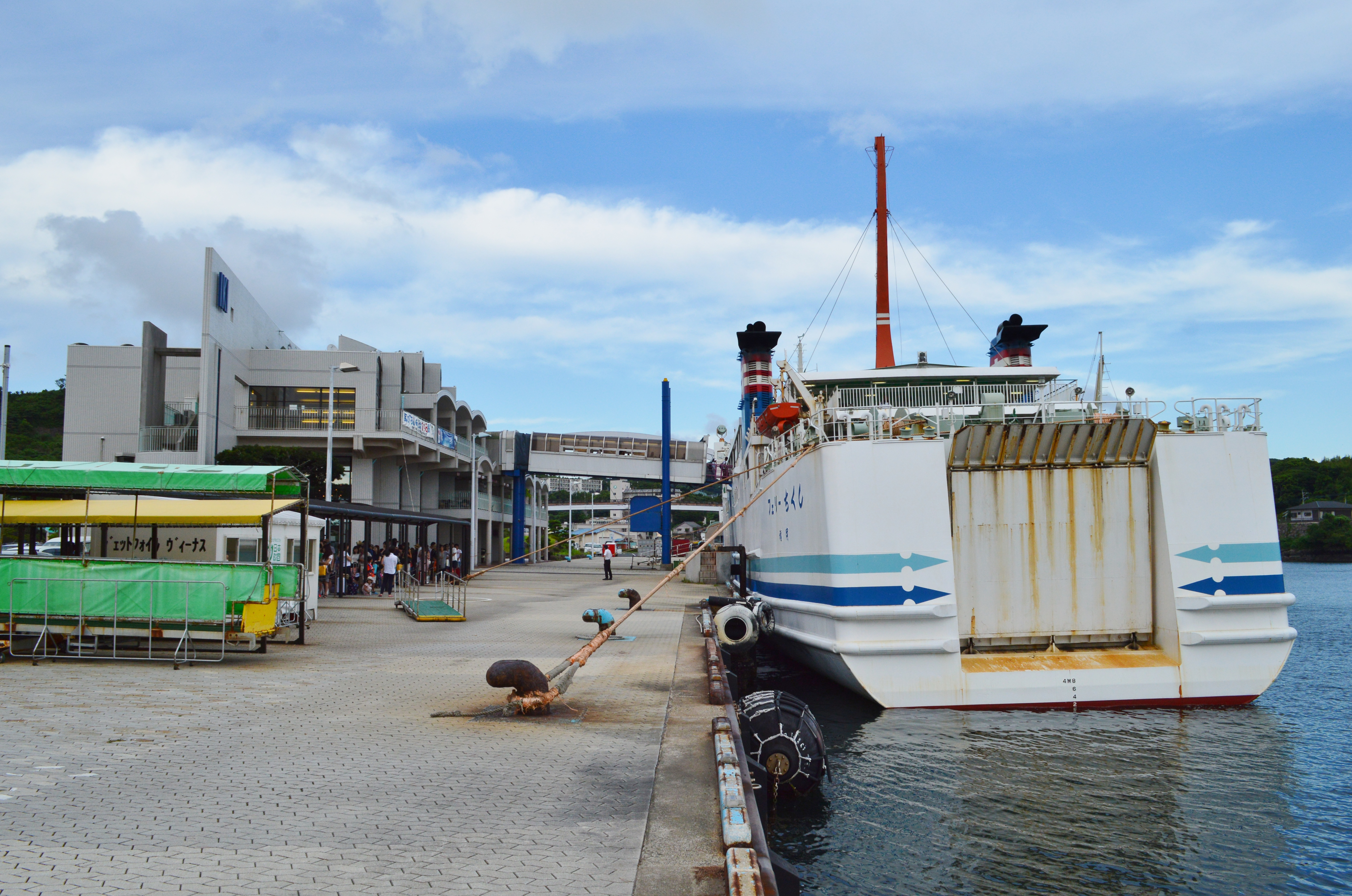
정박 중인 페리 지쿠시의 모습.

고노우라항(일본어: 郷ノ浦港)은 일본 나가사키현 이키시 고노우라정에 있는 항만이다. 이 항만의 관리자는 나가사키현으로 되어 있고 이키섬에서 쓰시마섬 또는 규슈 등 일본 본토까지 이어주는 관문 기지 역할을 하는 항구이지만, 1952년 나가사키현의 공식 관리자가 지정되면서 형식상 공식적으로 개항하게 되었다. 그리고 장래에는 부산광역시, 거제시 등을 이어주는 국제선 항로를 개설할 계획에 있다.

## 주요 통계
통계 기준은 2015년도를 기준으로 한다.
- 총 발착수 : 11,224척
  - 총 톤수 : 2,751,137t
- 여객수 : 402,629명[1]

## 주요 시설
- 고노우라항 터미널 빌딩
- 고노우라항 어업협동조합
- 나가사키현도 25호 고노우라항 선

## 주요 항로
주요 항로는 옆동네의 섬인 쓰시마섬의 이즈하라항, 히타카쓰항과 달리 전부 국내선 항로로만 당연히 운항하지만 전부 규슈 유센에서만 운항하게 된다.
- 규슈 유센이 연락선과 제트포일을 매일 운항하고 있다. 그리고 나가사키현의 본토로 향하게 되는 항만까지 오가게 되는 항로는 2019년 현재에도 물론 없다. 단, 나가사키현 본토까지 가는 것을 희망하겠다면 인근의 이키 공항까지 나가는 것이 더 효과적이다. 인근의 인도지항에 와야 사가현으로 가는 배편도 있으나, 사가현을 통해 나가사키현 본토로 다시 진입이 가능해진다.
  - 제트포일 비너스, 비너스2호 : 이즈하라항 (쓰시마시) - 고노우라항 - 하카타항 (후쿠오카시)
  - 연락선 페리 기즈나, 페리 지쿠시 : 제트포일 비너스, 비너스2호와 마찬가지로 동일 항로로 운항.

## 주변에 있는 것들
- 이키시청
- 야사카 신사
- 이키 관광호텔
- 나가사키현립 이키 고등학교

## 갤러리

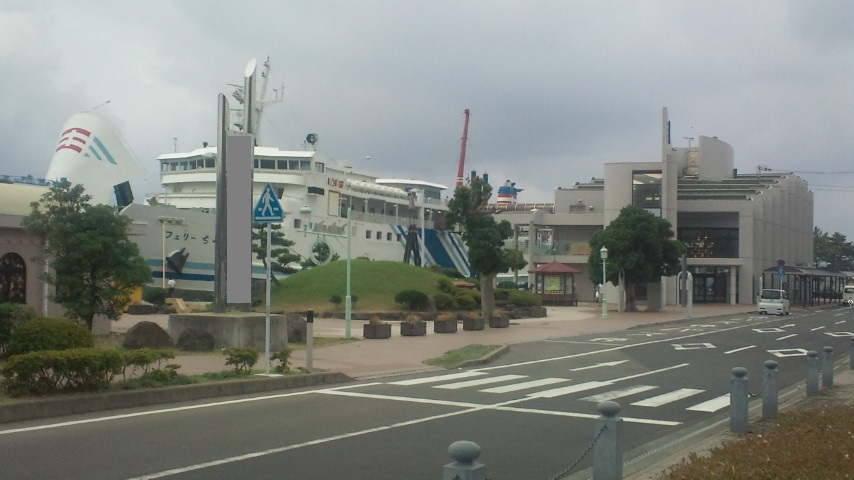
고노우라항 페리 터미널 전경.
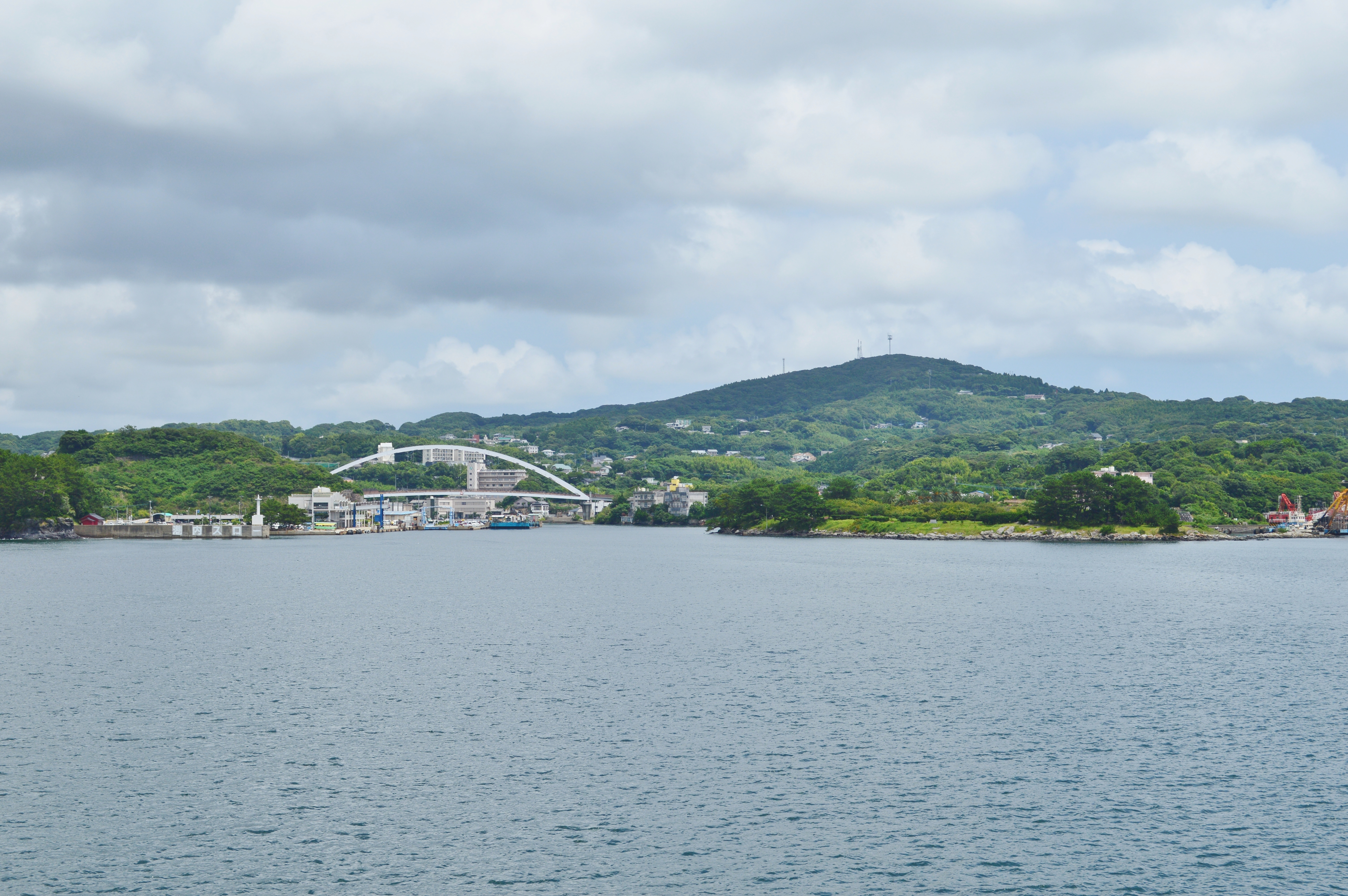
해안 측면에서 바라본 고노우라항의 모습
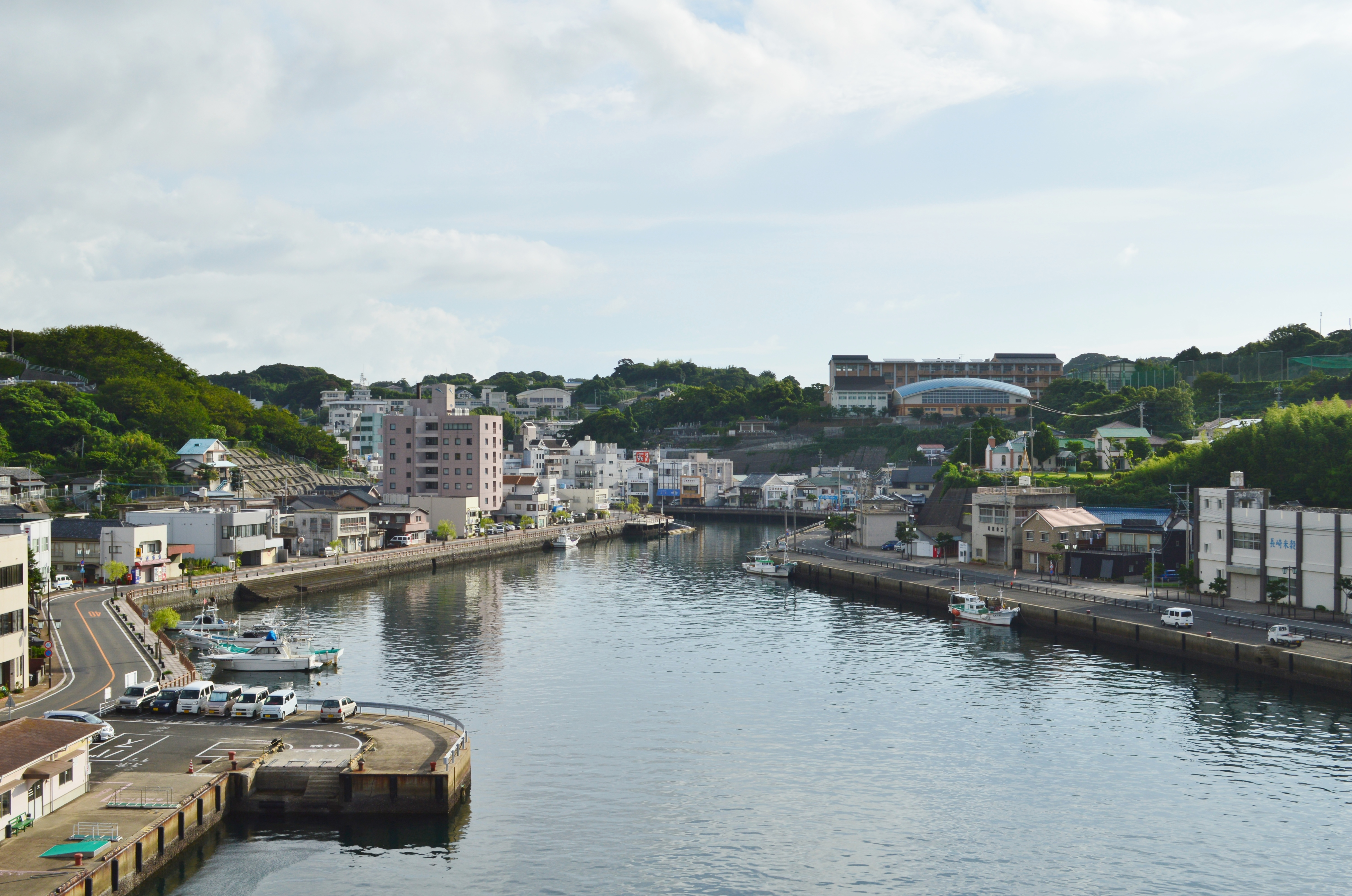
고노우라항 (해안가에서 바라본 모습)
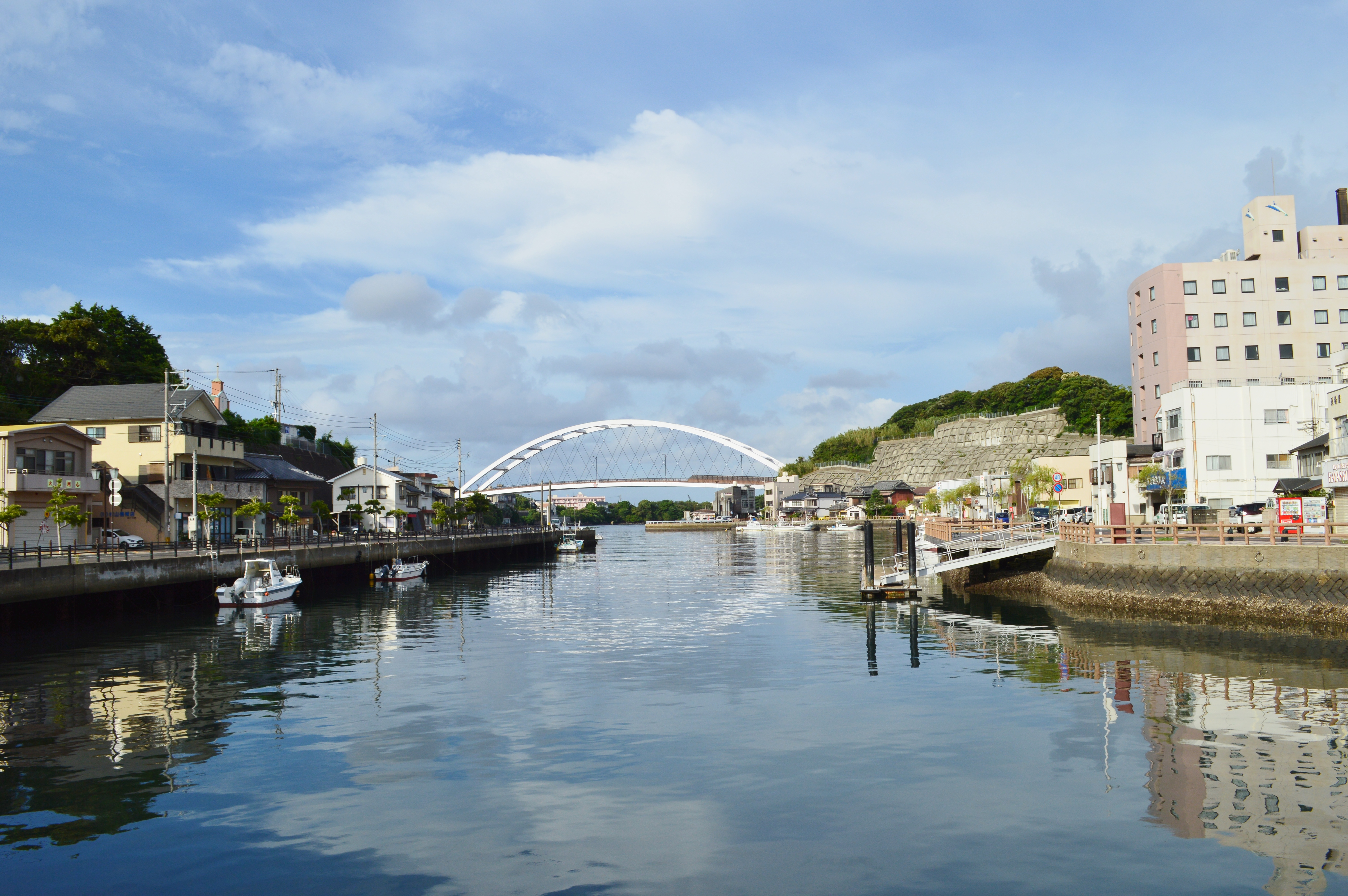
고노우라항만과 고노우라대교 전경. (육지부에서 바라본 모습)

## 같이 보기
- 이키 공항
- 인도지항
- 아시베항